# Nordic Pulp and Paper Research Journal
Nordic Pulp and Paper Research Journal, ofta kallad NPPRJ, är en internationell vetenskaplig tidskrift inriktad på hållbart utnyttjande av vedbaserade biomassaresurser och med fokus på ved- och biomassakomponenter, massa- och pappersteknologi, massa- och pappersprodukter inklusive nya fiberbaserade material, återvinning av energi och kemikalier och utvinning av biprodukter från massaprocesser, bioraffinering samt energifrågor för dessa industrisektorer.
Tidskriften grundades 1986 av Svenska Pappers- och Cellulosaingeniörsföreningen (SPCI) varvid man samtidigt upphörde med att publicera tekniska och vetenskapliga artiklar i sin huvudtidskrift, Svensk Papperstidning.  
Utgivningsrätten för NPPRJ övertogs från år 2013 av Mittuniversitetet varvid samtidigt ytterligare åtta nordiska universitet gick in som understödjare. Sedan 2017 ligger tidsskriften på De Gruyters förlag med KTH som hemvist.
Huvudredaktör för tidskriften är idag professor Gunnar Henriksson, professor i träkemi vid KTH. Bland de tidigare redaktörerna kan professor em Tom Lindström nämnas.
NPPRJ ges ut med fyra utgåvor per år och alla artiklar sedan startåret 1986 finns idag tillgängliga på internet. Tidskriften accepterar forskningsartiklar från hela världen och alla artiklar är skrivna på engelska. Flertalet artiklar är tillgängliga via Open access.